# Enric Juliana i Ricart
Enric Juliana i Ricart (Badalona, Barcelonès, 1957) és un periodista català. Va començar la seva trajectòria professional l'any 1975, en el rotatiu de Barcelona Tele/eXpres. Posteriorment va treballar en el setmanari El Món, publicació en català dels anys vuitanta; en els serveis informatius de TVE, i en el diari El País. Des de 1991 pertany a la redacció de La Vanguardia, on va ser redactor en cap d'informació local durant els Jocs Olímpics de 1992 i, més tard, corresponsal a Itàlia. Actualment és adjunt al director de La Vanguardia, al capdavant de la delegació del diari a Madrid. Premi Ciutat de Barcelona (Mitjans de Comunicació) el 2005 i Premi Ciudad de Badajoz (Periodisme) el 2008.
Juliana va encunyar el terme "català emprenyat", per referir-se a un cert sentiment d'enuig que ha emergit entre una part de la societat catalana que se sent objecte d'un tracte discriminatori per part de les institucions espanyoles.
Juntament amb el jurista Juan José López Burniol, Enric Juliana va redactar l'editorial conjunt de la premsa catalana titulat La dignitat de Catalunya, publicat el 26 de novembre de 2009, abans de la sentència del Tribunal Constitucional espanyol contra l'Estatut de Catalunya.
És autor d'una trilogia sobre l'evolució política d'Espanya al llarg de la primera dècada del segle xxi, formada per La España de los pingüinos (2006), La deriva de España (2009) i Modesta España (2012); la trilogia íntegra fou publicada sota el títol España en el diván (2014). Juntament amb l'escriptor Julià de Jòdar, el març de 2011 va publicar Radiacions, una obra teatral que explica en clau crítica la possible construcció d'una central nuclear a les portes de Barcelona. L'obra s'inspira, en part, en un fet real: el suport que Josep Pla va donar l'any 1965 a la idea de construir una central atòmica hispanofrancesa a la platja de Pals (Baix Empordà), projecte que finalment es dugué a terme a Vandellòs (Baix Camp). D'aquesta obra teatral n'existeix una versió televisiva realitzada per la directora Judith Colell i que fou estrenada a TV3 el 14 de maig de 2013. L'any 2021 va rebre el Premi Rodolfo Walsh (no ficció) de la Semana Negra de Gijón, pel llibre Aquí no hem vingut a estudiar (Arpa, 2020), centrat en la presó de Burgos durant la dictadura franquista. El seu darrer llibre España, el pacto y la furia (Arpa, 2024) es una panòramica sobre vint anys de política espanyola.

## Obres[4]
- La España de los pingüinos (Destino, 2006). Crònica de la crispació política a Espanya durant la primera legislatura de José Luis Rodríguez Zapatero.
- La rectificació (Destino, 2006, amb altres autors). Assaig sobre la situació política a Catalunya després de l'experiència del primer govern tripartit.
- La deriva de España. Geografía de un país vigoroso y desorientado (RBA, 2009). Crònica política d'Espanya davant dels primers indicadors de la greu crisi econòmica.
- Radiacions (Proa, 2011, en col·laboració amb Julià de Jòdar). Obra teatral sobre la construcció ficcionada d'una central nuclear a les portes de Barcelona.
- Modesta España. Paisaje después de la austeridad (RBA, 2012). Assaig sobre els efectes de la crisi dins de la societat espanyola.
- España en el diván: de la euforia a la desorientación, retrato de una década decisiva (2004-2014) (RBA, 2014). Volum on es recopilen les seves obres principals: La España de los pingüinos (2006), La deriva de España (2009) i Modesta España (2012).
- Tarjeta negra: 80 días que convulsionaron la política española (RBA, 2015). Recopilatori de les cròniques publicades al diari La Vanguardia entre setembre i novembre de 2014 sota el títol Código 11-9-11, que tracten sobre l'impacte de la corrupció en la política espanyola.
- Esperant els robots (Icaria, 2017). Conversa amb Roger Palà, periodista fundador de Crític, on s'aborden temes de debat actuals: des de la victòria de Donald Trump a les eleccions nord-americanes fins a la robotització i automatització del mercat laboral.
- Nudo España (Arpa, 2018, en col·laboració amb Pablo Iglesias Turrión). Extens diàleg entre el periodista i el polític que conforma una panoràmica àmplia del passat, el present i el futur d'Espanya.
- Aquí no hem vingut a estudiar (Arpa, 2020).
- España, el pacto y la furia. (Arpa, 2024)